# Fantoma din Kiev

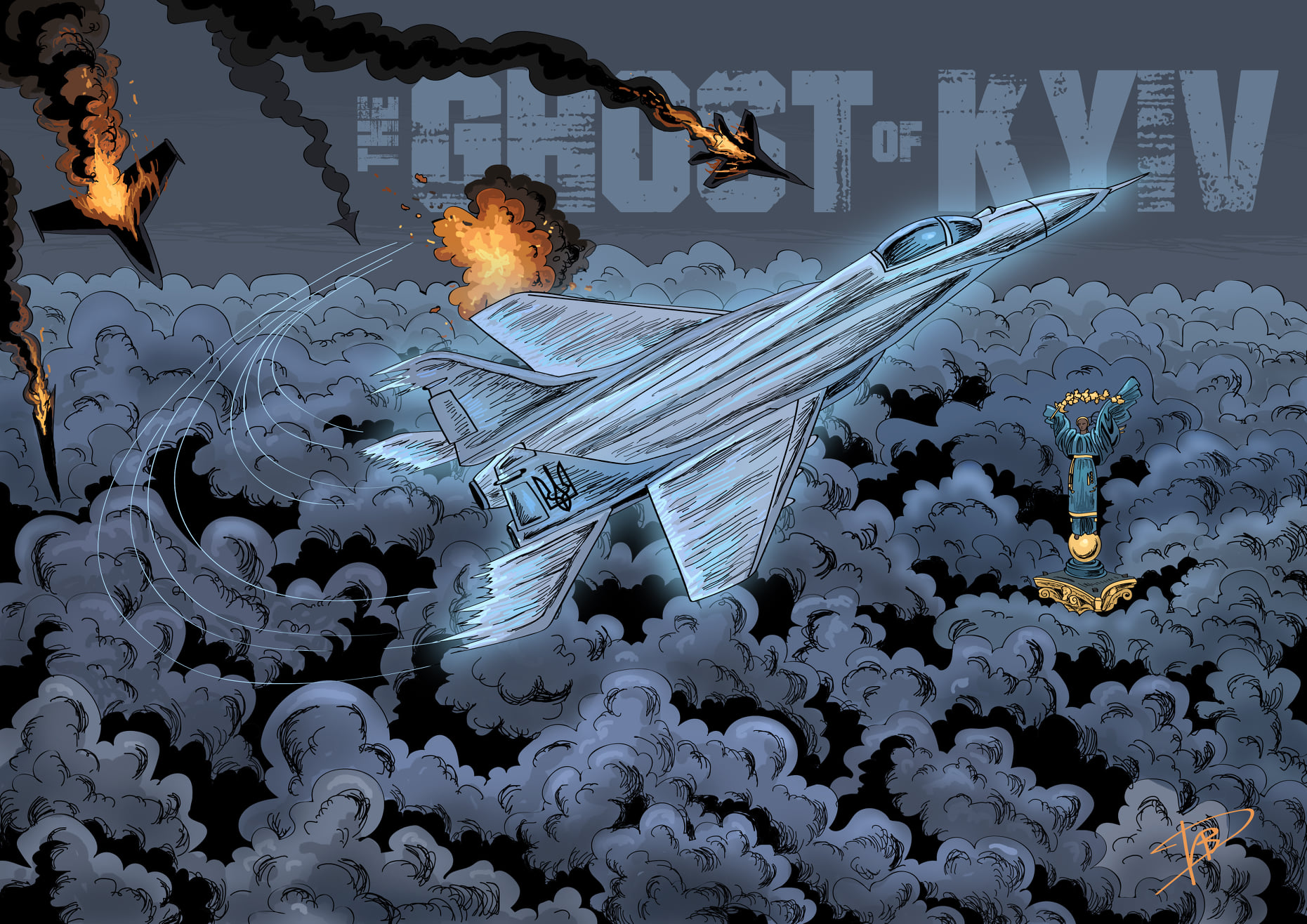
Fantoma de la Kiev, pictură de Andrei Dancovici

Fantoma din Kiev (în ucraineană Привид Києва) este porecla dată unui as al aviației legendar, pilot pe MiG-29 Fulcrum, care ar fi doborât șase avioane rusești deasupra Kievului în timpul ofensivei de la Kiev din 24 februarie 2022. Diverse rapoarte, inclusiv Serviciul de Securitate al Ucrainei, au făcut afirmații similare.
Fantoma de la Kiev s-a dovedit a fi doar un stimulent al moralului trupelor ucrainene și o narațiune pentru succesul Ucrainei în timpul Războiului ruso-ucrainean. La două luni după răspândirea legendei, Forțele Aeriene Ucrainene au recunoscut că el este un mit și i-au avertizat pe oameni să nu „neglijeze regulile de bază de igienă a informațiilor” și să „verifice sursele de informații, înainte de a le răspândi”.